# اولاوی آهونن
اولاوی آهونِن (انگلیسی: Olavi Ahonen; ۲۱ ژوئیهٔ ۱۹۲۳ – ۱ سپتامبر ۲۰۰۰) بازیگر اهل فنلاند بود.